# Збігнєв Каспжак
Збігнєв Каспржак (пол. Zbigniew Kasprzak; нар. 30 вересня 1908, Познань — пом. 6 березня 1965, Льондек-Здруй) — польський спортсмен, учасник зимових олімпійських ігор 1936 року.

## Життєпис
Всеосяжний спортсмен, займався футболом, грав як воротар у клубах «Варта» (Познань), «Сокул» (Львів) та «Чарні» (Львів). Займався у хокеєм на траві, баскетболом, в останньому в 1928 році здобув титул чемпіона Польщі з баскетболу як гравець клубу «Чарна Тжинастка» (Познань), але найуспішнішим був як хокеїст. Здобув титул чемпіона Польщі 1935 року та титул віце-чемпіона 1934 року (з клубом «Чарні» Львів). Після завершення Другої світової війни грав за познаньську «Лехію». Після завершення своєї кар'єри став спортивним функціонером.